# Robert Schmidt (Kunsthistoriker)
Robert Schmidt (* 2. Dezember 1878 in Bad Oeynhausen; † 6. Oktober 1952 in Mailand) war ein deutscher Kunsthistoriker.

## Leben
Robert Schmidt studierte seit 1900 Kunstgeschichte bei Heinrich Wölfflin, zunächst in Basel, dann in Berlin. 1904 wurde er wissenschaftlicher Mitarbeiter von Justus Brinckmann am Museum für Kunst und Gewerbe in Hamburg. Seit 1905 arbeitete er am Berliner Kunstgewerbemuseum unter Otto von Falke, anfangs als wissenschaftlicher Hilfsarbeiter, seit 1907 als Assistent, seit 1915 als Kustos. Von 1918 bis 1927 war er Direktor des Museums für Kunsthandwerk in Frankfurt am Main. 1928 kehrte er nach Berlin zurück und war hier bis 1945 Direktor des Kunstgewerbemuseums. Nach dem Krieg wurde er am 13. Februar 1948 Leiter des Zonal Fine Arts Repository, des britischen Kunstgutlagers auf Schloss Celle in dem u. a. die Bestände der Berliner Museen gesammelt wurden.

## Schriften (Auswahl)
- Das Hamburgische Ratssilber und ähnliche Arbeiten aus alter und neuer Zeit. In: Schleswig-Holsteinischer Kunstkalender, 1912, S. 6–13 (Digitalisat).
- Das italienische Kunsthandwerk der Frührenaissance. E. A. Seemann, Leipzig 1923 (= Bibliothek der Kunstgeschichte 65)